# Svartgölen (Björkviks socken, Södermanland)
Svartgölen är en sjö i Katrineholms kommun i Södermanland och ingår i Nyköpingsåns huvudavrinningsområde.